# Famille Altieri
Pour les articles homonymes, voir Altieri.
 (mai 2015).
La famille Altieri est une ancienne famille noble de Rome, présente dans l'histoire de la ville depuis le Moyen Âge. Outre le titre de Prince, accordé par les Pontifes, les branches  Altieri faisaient également partie de l'aristocratie de Gênes et de Venise. La famille a consolidé sa position dans les rangs de l'aristocratie sénatoriale et cardinalice grâce à des mariages dynastiques avec les familles comme les Colonna, Paluzzi, Chigi, Odescalchi, Favaro, Doria-Pamphili, Ruspoli, Delfin, Barberini, Borghese.

## Armes et devise

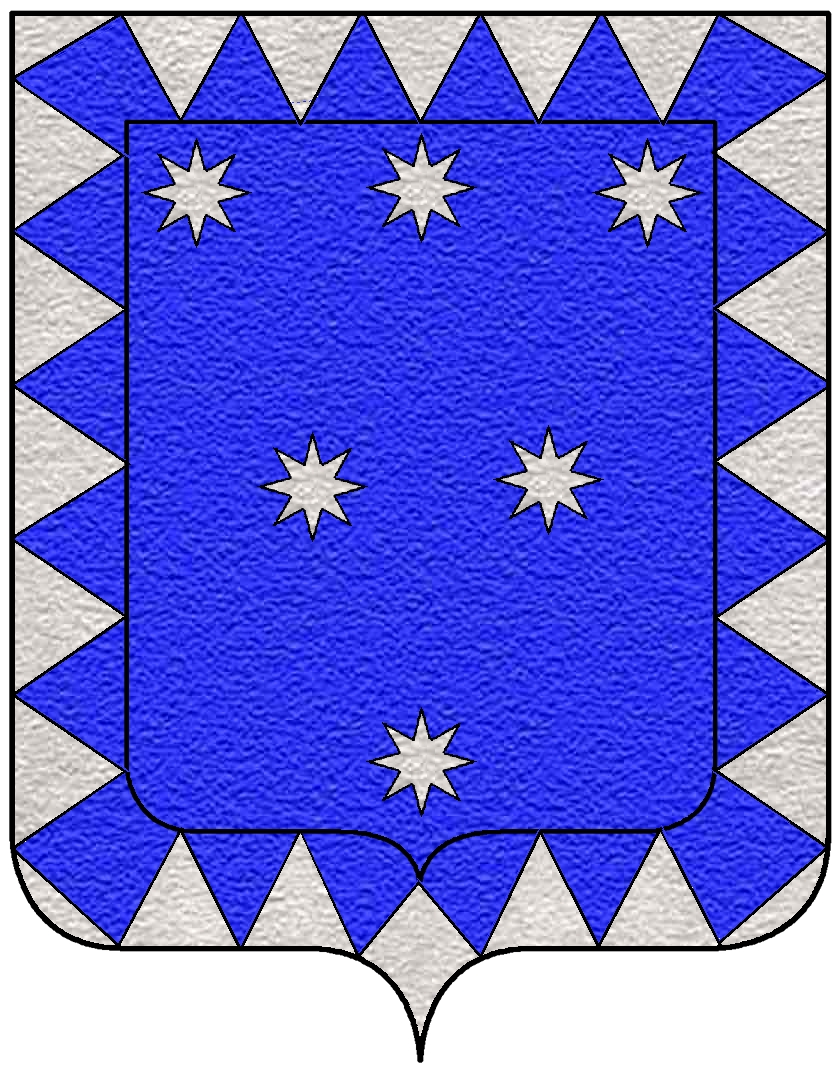
Armes de la famille Altieri

Les de la famille se blasonnent ainsi : 6 étoiles argent bleu disposées points à 8, 3, 1: 2 enclavées en chaîne de bleu et argent.
Devise « Tanto alto quanto se puote » ('Aussi haut que possible')

## Personnalités
- Clément X : Emilio Altieri, né à Rome le 13 juillet 1590, pape du 29 avril 1670 au 22 juillet 1676.
- Giambattista Altieri (1598-1654), cardinal italien,
- Giovanni Battista Altieri (1673-1740), cardinal italien,
- Lorenzo Altieri (1671-1741), cardinal italien,
- Vincenzo Maria Altieri (1727-1800), cardinal italien.

## Pour approfondir